# Pałac w Nowej Wsi Rzecznej
Pałac w Nowej Wsi Rzecznej – zabytkowy pałac w Nowej Wsi Rzecznej.
Według rejestru zabytków NID na listę zabytków wpisany jest zespół pałacowy, poł. XIX, nr rej.: A-1014 z 7.07.1982: pałac i park.
Dwuczęściowy pałac składa się późnobarokowego dworu z końca XVIII w. i piętrowego neoklasycystycznego skrzydła z II połowy XIX w. z ozdobnymi elewacjami i narożną, ośmioboczną wieżyczką.